# یون یونگ-سوک
یون یونگ-سوک (انگلیسی: Yun Young-sook؛ زادهٔ ۱۰ سپتامبر ۱۹۷۱) کماندار اهل کره جنوبی است.
وی همچنین برندهٔ جوایزی همچون مدال و برنز در بازی‌های المپیک تابستانی ۱۹۸۸ شده‌است.